# Siemenshaus (Dresden)
Das Siemenshaus in der Seevorstadt war die Dresdner Niederlassung der Siemens-Aktiengesellschaft und wurde nach 1945 vom Betrieb VEB Starkstrom-Anlagenbau Dresden genutzt.

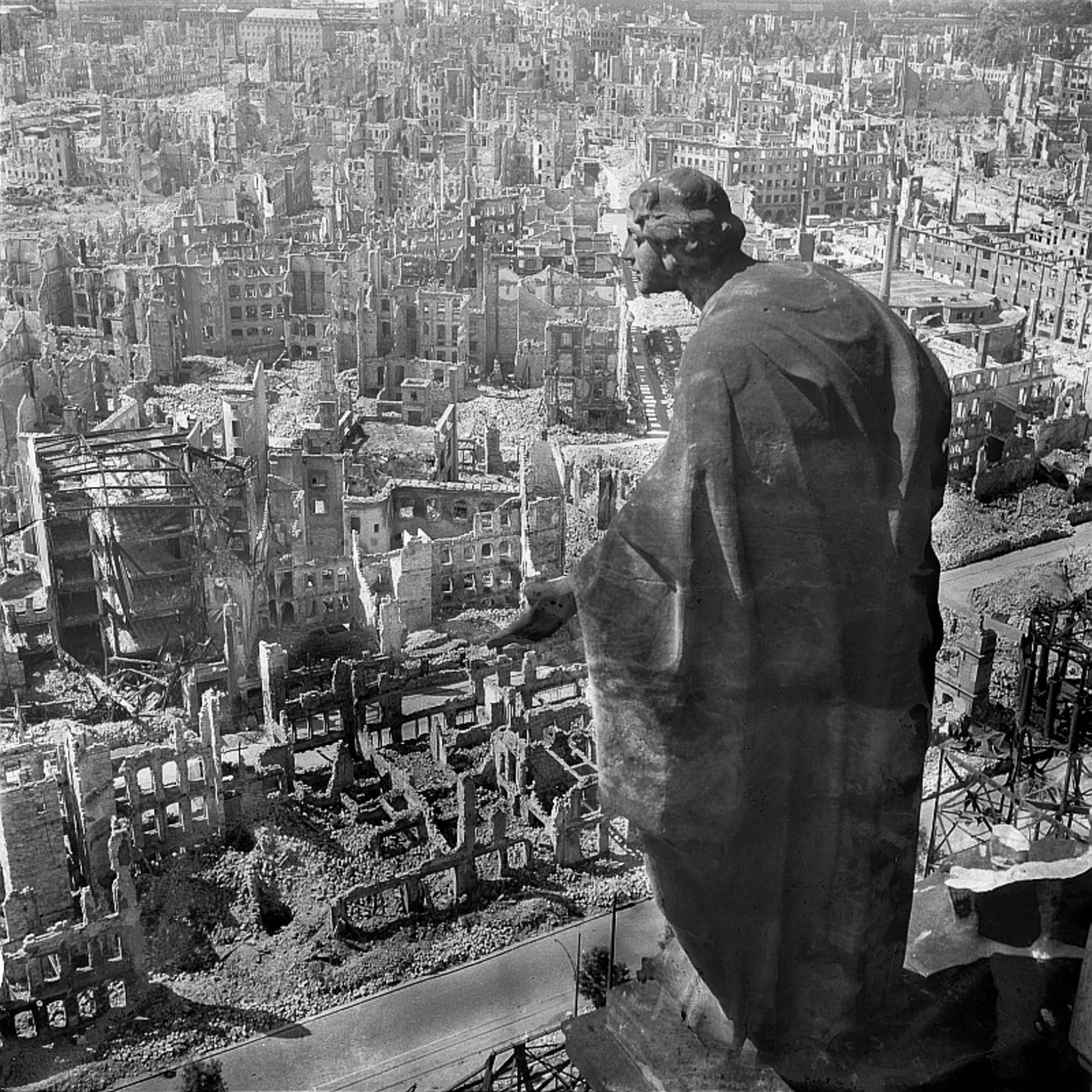
Das Siemenshaus 1945 (am hinteren Bildrand) als eines der wenigen Gebäude, die den Feuersturm überstanden (vom Rathausturm gesehen).

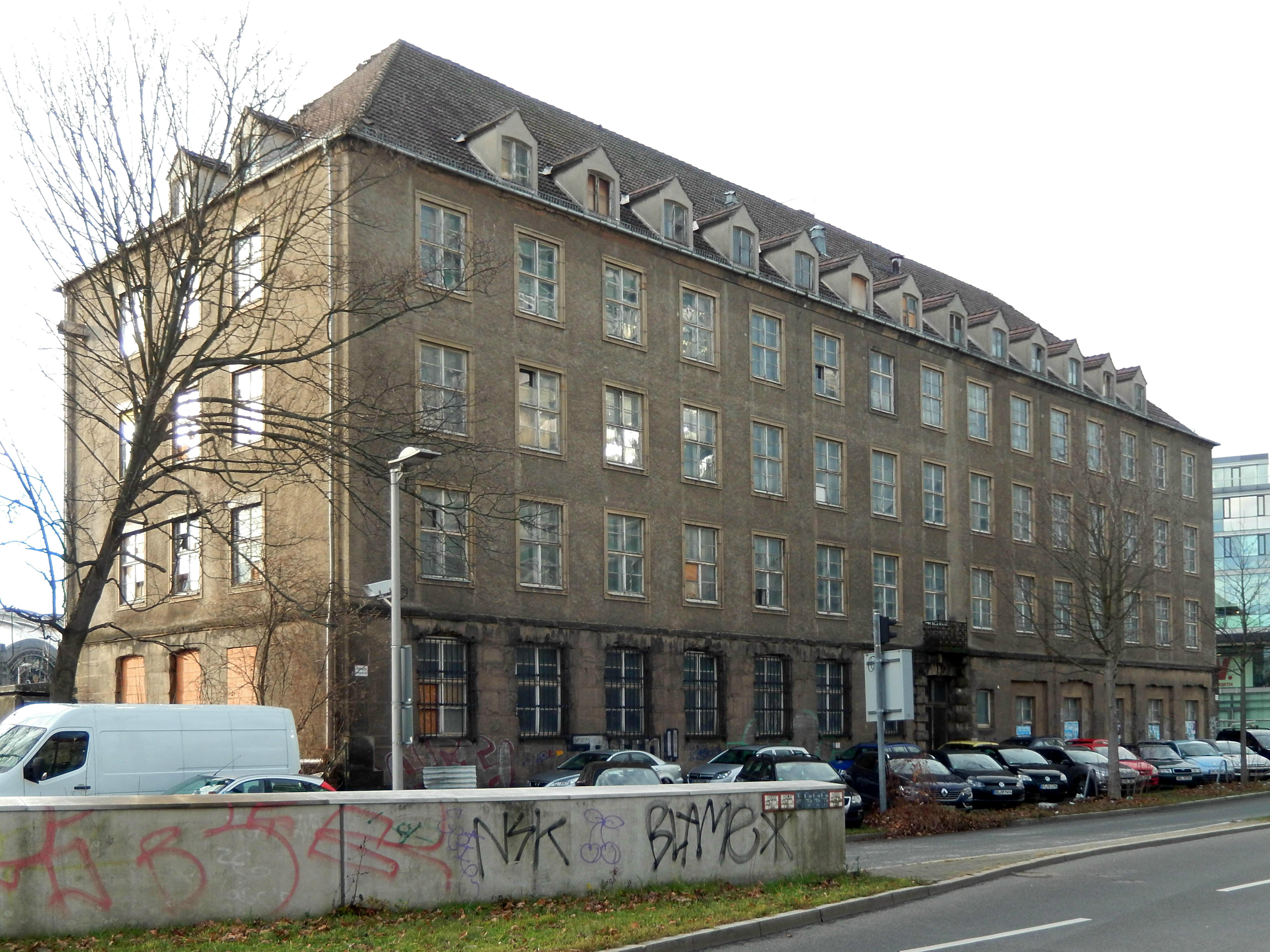
Straßenansicht vor der Renovierung.

## Geschichte

### Bis 1945
Der Siemenskonzern gründete im Jahr 1903 in Dresden eine Niederlassung in der Prager Straße. Deren kleine Büroräume reichten in kurzer Zeit nicht mehr den Anforderungen, sodass ein Umzug zum Wiener Platz und später in die Devrientstraße erfolgte. Von Siemens wurde das Grundstück Sidonienstraße 18 für einen Neubau erworben. Auf dem Grundstück befand sich ein älteres kleines Geschäftshaus, in dem sich im Jahr 1928 die Geschäftsstelle alkoholfreie Gaststätten und die Gaststätte Zur weißen Schleife sowie im Jahr 1929 die Büroräume des Konsulats für Rumänien befanden. Nach Plänen aus dem Architekturbüro von Paul Wolf wurde das neue Geschäftshaus für den Siemenskonzern errichtet. Dabei handelt es sich um ein großes rechteckiges Gebäude mit vier Geschossen und einem ausgebauten Dachgeschoss. Im Kellergeschoss befanden sich die Lagerräume und Werkstätten. Das in monolithischer Bauweise entstandene Gebäude hatte zur Straßenfront 15 Fensterachsen und je Giebelseite 3. Das Treppenhaus befindet sich in der linken sechsten Achse neben dem Haupteingang hofseitig. Kleine bildhauerische Schmuckelemente zieren das schlichte Gebäude mit einer Putzfassade. Durch die Umstellung der Nutzung der Elektroenergie von Gleichstrom auf Drehstrom vergrößerte sich das Leistungsvolumen enorm. Die Herstellung von elektrischen Antriebs- und Kraftmaschinen erforderten einen höheren Aufwand. Zur Kompensierung entstanden weitere Werkstätten in Dresden.

### Nach 1945
Durch die Luftangriffe auf Dresden im Jahr 1945 wurde die Stadt schwer zerstört. Am Wiener Platz blieb kein Gebäude unversehrt. Das Siemenshaus wurde schwer beschädigt und brannte bis zur 3. Etage aus. Bereits Ende 1945 begannen die ersten Sicherungsmaßnahmen und der Wiederaufbau des Gebäudes. Der Siemenskonzern wurde mit dem Befehl Nummer 142 vom 30. Oktober 1945 der Sowjetischen Militärverwaltung enteignet und zum Volkseigentum erklärt. Zum 1. Januar 1949 vereinigte man die Betriebsteile des Elektromaschinenbaus zur Vereinigung Volkseigener Betriebe des Elektromaschinenbaus in den im Juli 1948 entstandenen Verband mit Hauptsitz in Leipzig. Im Jahr 1953 wurden die beiden Betriebe Otto-Buchwitz-Werk und VEM Starkstrom-Anlagenbau zum VEB „Otto Buchwitz“ Starkstrom-Anlagenbau Dresden vereint. Die Verwaltung und Montagelager verblieben nun im Siemenshaus Sidonienstraße 18. Der Betrieb VEB Starkstrom-Anlagenbau Dresden wurde in den 1970er Jahren zum Kombinat VEB Elektromaschinenbau umstrukturiert und vergrößert. Bis zum Jahr 1980 wurde das Siemenshaus vom Kombinat als Zweigbetrieb für Datenverarbeitung und Organisation benötigt. Wenige Büros wurden noch um 1990 im Gebäude genutzt. In den 1960er Jahren erfolgten einige Werterhaltungsmaßnahmen. Auch die Sanitäranlagen wurden saniert. Jedoch erfolgten keine weiteren Instandhaltungsmaßnahmen, das Gebäude wurde dem Verfall preisgegeben. Gleichwohl wurden einige Räume im Gebäude auch fremdgenutzt: Ab ca. 1980 hatte das „Büro für Stadtverkehr“, eine nachgeordnete Einrichtung des damaligen Rates der Stadt Dresden seinen Sitz in dem Gebäude. Nach der Wende und dessen Auflösung bzw. Integration als Abteilung Verkehrsplanung in das nunmehrige Stadtplanungsamt der Stadt Dresden wurden diese Räume 1992 endgültig aufgegeben.

### Ab 2020
Nach nun 75 Jahren soll der Wiener Platz – Ost neu bebaut werden. Dabei haben zwei Gebäude, welche das Bombeninferno überstanden haben, einen Bestandsschutz, das Siemenshaus und das ehemalige Direktionsgebäude der Reichsbahn. Die Firma Immopact Sidonien GmbH & Co. KG wurde neuer Eigentümer vom Siemenshaus und begann es zu sanieren, um es wieder als Bürogebäude zu nutzen. Im Juni 2022 war die Renovierung des Gebäudes abgeschlossen.